# Salisbury (Royaume-Uni)
Pour les articles homonymes, voir Salisbury.
Salisbury est une ville du Wiltshire, en Angleterre, évêché suffragant de l’archevêque de Cantorbéry. Elle a le statut de Cité. Elle se trouve à une dizaine de kilomètres au sud de Stonehenge.

## Géographie
La ville est traversée par la rivière Avon, qui se jette dans la Manche à Christchurch, dans le Dorset.

## Histoire
Son ancien nom était Old Sarum. La ville remonte à l’Âge du fer et les Romains l'appelaient Sorviodunum. La ville est dévastée par les invasions des Angles et des Saxons. Elle serait, selon quelques légendes arthuriennes, le lieu appelé « Camlann », où le Roi Arthur aurait reçu le coup mortel. En 1067, elle est donnée à un compagnon de Guillaume le Conquérant, roi d'Angleterre et duc de Normandie. Elle connaît alors une expansion continue jusqu'au XIVe siècle. Au moyen âge, les français, qui connaissent la ville pour ses fabriques de chaussures et sa coutellerie, l’appellent Salesbieres ou Salebiere. Bertrand de Born y fait allusion : « E osas de Salabier seran mais de lor maisnada ». C'est un important marché local, où les éleveurs de moutons viennent vendre les toisons de leurs bêtes. La famine de 1315-1317 laisse la ville exsangue.

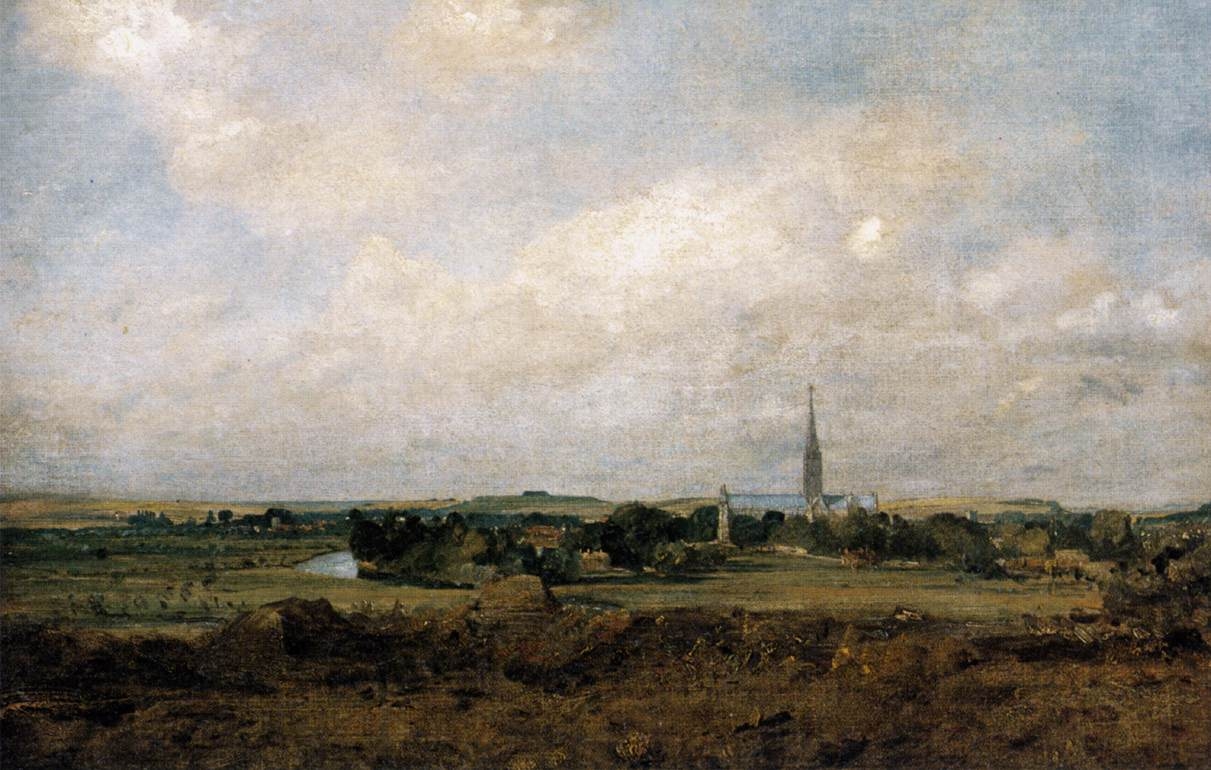
Vue de Salisbury
John Constable, 1820-1829
Musée du Louvre

Le peintre paysagiste John Constable y séjourna dans les années 1820, chez son ami le révérend Jonh Fisher, qui habitait la ville avec son épouse. Il y peint plusieurs tableaux représentant la cathédrale et la ville.

## Monument

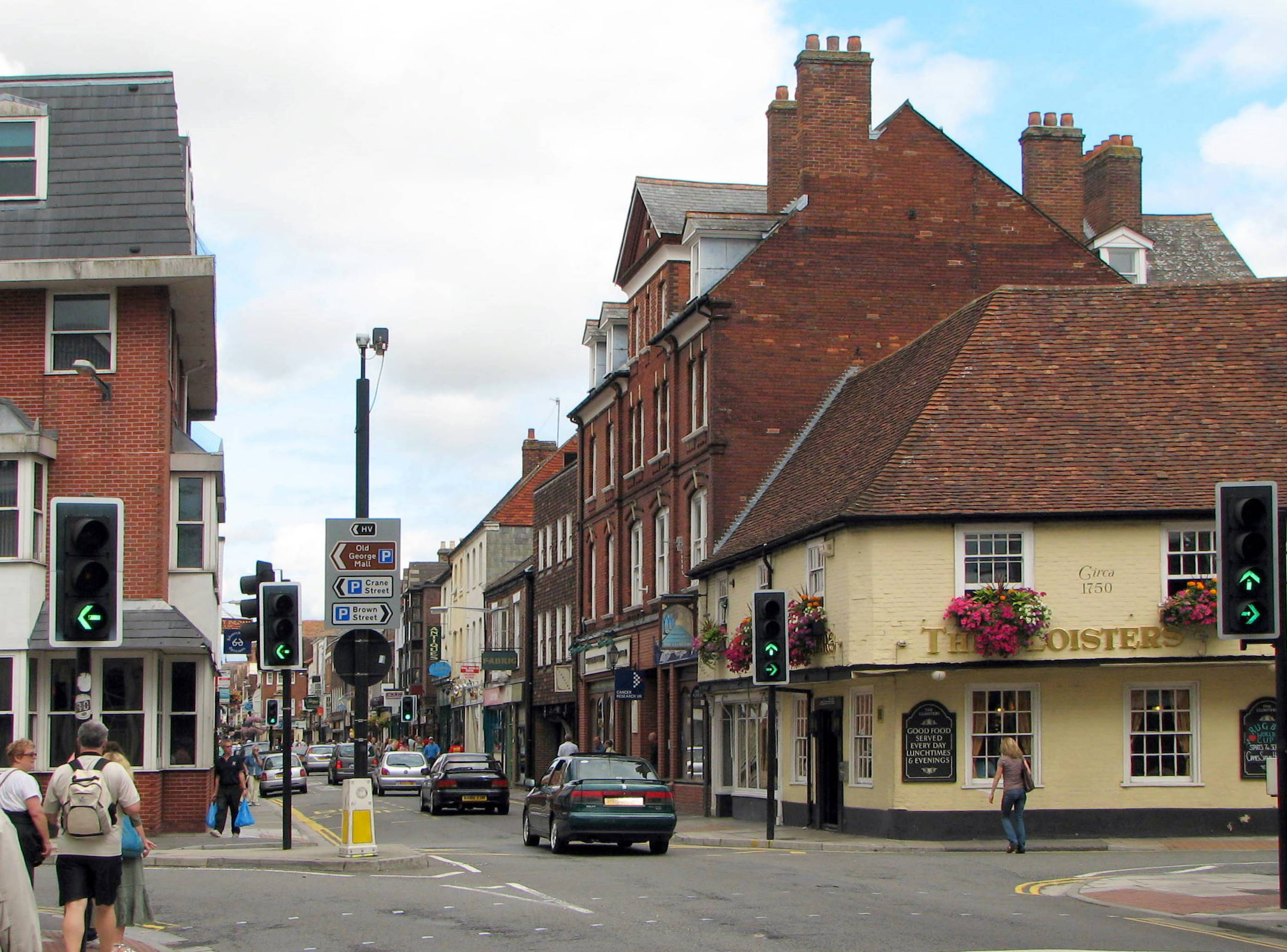
Rue de Salisbury

La cathédrale de Salisbury est la seule cathédrale britannique à posséder un style architectural aussi uniforme. L'ensemble fut construit entre 1220 et 1265, à l'exception de la flèche, son trait le plus réputé, qui date de 1285-1320. Quintessence du style gothique primitif anglais, la cathédrale est bâtie en pierre gris argent provenant de Chilmark, à 19 km. Les piliers sont en marbre de Purbeck.
La cathédrale de Salisbury est nommée au générique et a inspiré les décorateurs 3D de la mini-série Les Piliers de la terre, adaptée du best-seller de Ken Follett.

## Personnalités de la ville
- Jean de Salisbury
- Sir William Golding, Prix Nobel de littérature, y a enseigné de 1939 à 1962 (sauf années de mobilisation)
- John Constable (1776-1837), artiste peintre, y a vécu
- Jeffrey Tate est un chef d'orchestre britannique né le 28 avril 1943 à Salisbury
- Colin Newman, musicien, né à Salisbury
- Duncan James, chanteur, né à Salisbury
- Herbert Ponting, photographe, né à Salisbury
- Humphry Ditton, mathématicien, né à Salisbury
- Joseph Fiennes, acteur, né à Salisbury
- Ralph Fiennes, acteur, y a vécu
- John Rhys-Davies, acteur, né à Salisbury
- Timothy John Byford, réalisateur de télévision, né à Salisbury
- Tom Homer, joueur de rugby à XV, né à Salisbury
- John Bennett (2003-), pilote automobile

## Jumelages
La ville de Salisbury est jumelée avec :
- Saintes (France)
- Xanten (Allemagne)
- Salisbury (Caroline du Nord) (États-Unis)
- Salisbury (Maryland) (États-Unis)